# Max Ernst
Max Ernst (2. duben 1891 Brühl – 1. duben 1976 Paříž) byl německý malíř, který velkou část života strávil ve Francii a v USA. Studoval dějiny umění, filosofii a psychologii, jako malíř byl autodidakt. Patří mezi zakladatele dadaismu a surrealismu. Ve svém díle používal málo běžné výtvarné techniky, z nichž některé sám vynalezl. Významná jsou rovněž jeho díla sochařská. Měl velký vliv na americké umění 2. poloviny 20. století, zejména abstraktní expresionismus.

## Život
Narodil se jako nejstarší ze šesti dětí v rodině učitele hluchoněmých a zároveň amatérského malíře Philippa Ernsta a jeho ženy Luisy rozené Koppové. Brühl, kde Ernstovi žili a kde je malířovo muzeum, tvoří dnes širší aglomeraci Kolína nad Rýnem. Pod vlivem otce se začal zajímat o umění. Z roku 1906 pocházejí jeho první naturalistické olejomalby. Po maturitě se roku 1910 zapsal na univerzitu v Bonnu. Šíři jeho zájmů dokumentuje fakt, že studoval zároveň filologii, filosofii, psychologii a dějiny umění. Na univerzitě působil až do začátku první světové války. V roce 1912 měl na výstavě v Kolíně možnost spatřit díla významných malířů, mj. Cézanna, Picassa, Matisse a Muncha. Během studií se seznámil s expresionistickým malířem Augustem Mackem a zejména Hansem Arpem, s nímž ho pojilo celoživotní přátelství. Vstřebává do sebe všechny soudobé malířské směry: secesi, futurismus, fauvismus a kubismus. Na začátku první světové války v roce 1914 narukoval k dělostřelectvu a později sloužil u kartografického oddílu. Byl raněn.

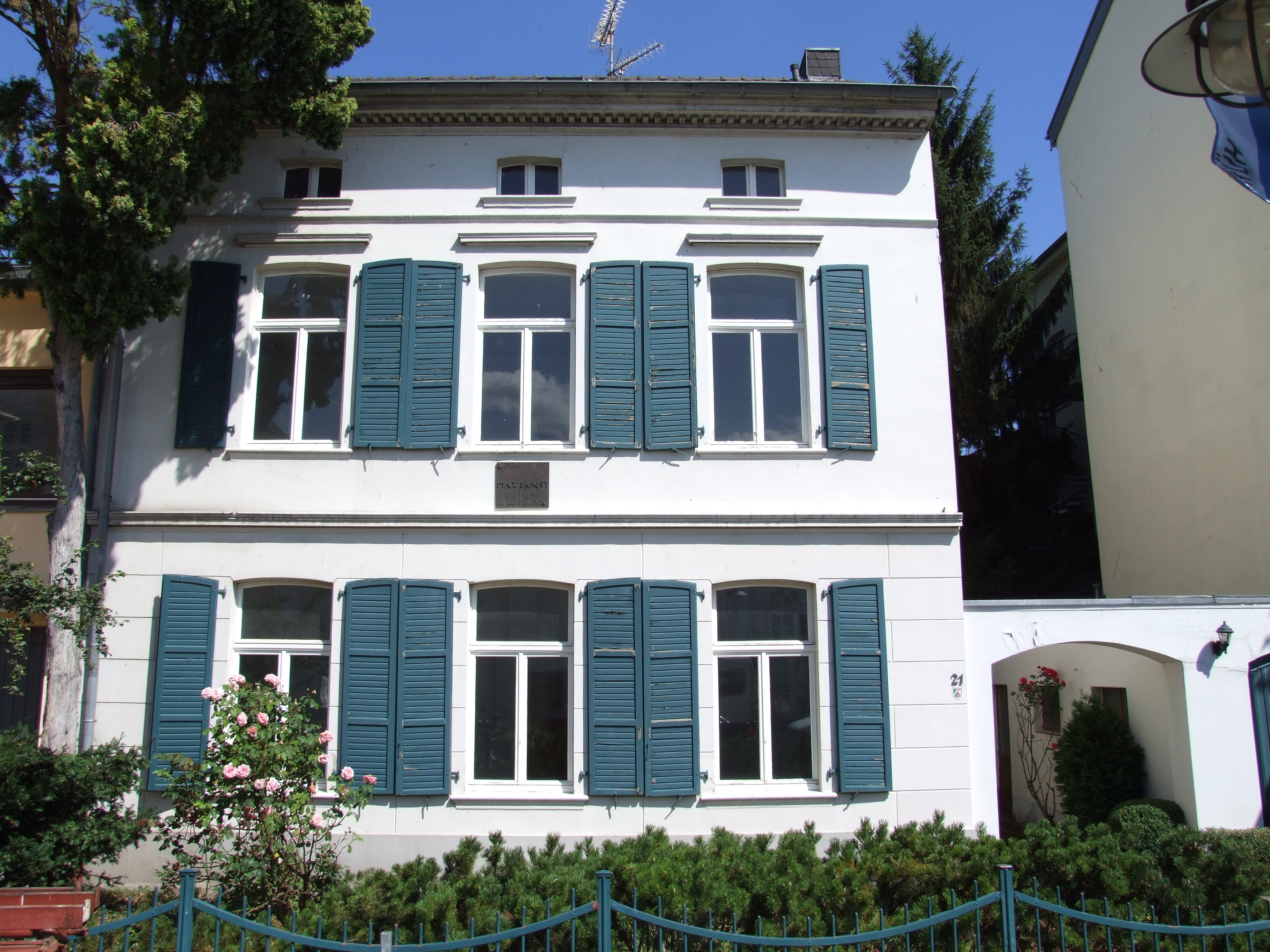
Rodný dům v Brühlu

Do deníku si později zapsal: "Max Ernst zemřel 1. srpna 1914. K životu se vrátil zpět 11. listopadu 1918 jako mladý muž, jenž se chtěl stát mágem a toužil najít mýtus své doby." Během války se podílel na dvou výstavách: 1916 v berlínské galerii "Der Sturm", o rok později v curyšské "Galerii Dada". To byl také jeho první kontakt s dadaisty. V říjnu 1918 se oženil s kolegyní ze studií, historičkou umění Luisou Strauss. V roce 1920 se jim narodil syn Hans Ulrich, pozdější surrealistický malíř, roku 1924 se ale manželství rozpadlo.
V pozdním létě roku 1919 odjel do Mnichova, kde navštívil Paula Klee. Zde se také prostřednictvím časopisu "Valori Plastici" (Plastické hodnoty) seznámil s tvorbou italských výtvarníků Giorgia de Chirico a Carla Carrà, představitelů směru nazývaného metafyzická malba (pittura metafisica), jejichž pracemi byl v budoucnu ovlivněný. V témže roce přijel za Ernstem do Kolína nad Rýnem jeho přítel Hans Arp. Arp byl u toho, když v roce 1916 v Curychu vzniklo dadaistické hnutí. Společně s Ernstem a malířem Johannesem Theodorem Baargeldem založili v Kolíně další z dadaistických center (zbývající byla v Curychu, Berlíně, Hannoveru a později i v Paříži a New Yorku. V dubnu 1920 uspořádali v kolínské pivnici Winter výstavu "Dadaistické předjaří". Kdo chtěl výstavu spatřit, musel projít veřejnými záchodky. Minul dívenku v šatičkách z prvního přijímání recitující obscénní verše. Na stěnách visely koláže a na zemi stály různé předměty, jako např. Baargeldův "Fluidoskeptrik" – akvárium plné vody barvy krve, na jejíž hladině plavaly ženské vlasy a na dně ležel budík. Po několika dnech byla výstava úředně uzavřena kvůli údajnému šíření pornografie. Protože se však záminkou zákazu výstavy stala reprodukce aktu Albrechta Dürera použitá na jedné z koláží, musela být znovuotevřena. Ernst, Baargeld a Arp vydávali v Kolíně čtyřicetitisícovým nákladem časopis "Ventilátor" a rovněž vydali jedno číslo časopisu "Schammade". Ernst tehdy signoval svá díla jako "Dadamax". Kolínské dadaistické hnutí nebylo záležitostí jen tří jmenovaných umělců, spolupracovalo s nimi mnoho dalších místních výtvarníků.

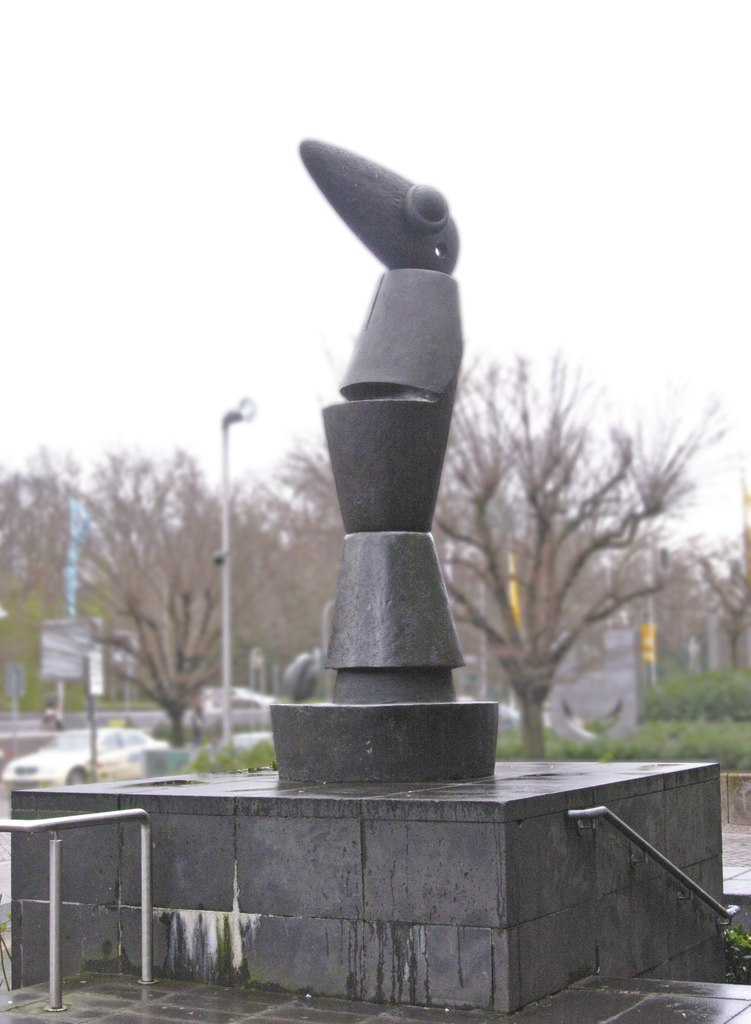
Habakuk, Düsseldorf, podle modelu z roku 1934

Po skončení výstavy "Dadaistické předjaří" odjel Arp do Paříže. Z iniciativy André Bretona byla v roce 1921 Ernstovi uspořádána samostatná výstava v Paříži, samotný umělec se vernisáže nezúčastnil. Prázdniny tohoto roku strávil Ernst s Arpem, Sophií Taeuber (která se později stala Arpovou manželkou) a Tristanem Tzarou v tyrolské obci Tarrenz. Na konci roku 1921 ho v Kolíně navštívili Paul Eluard a jeho žena Gala, která se stala Ernstovou milenkou. Výsledkem setkání obou umělců byly dva svazky Eluardových a Ernstových básní v próze "Les malheurs des immortels" (Neštěstí nesmrtelných), které následujícího roku vyšly s 21 Ernstovými ilustracemi. I další léto 1922 Ernst strávil v Tarrenz. Odtud v srpnu odjel do Paříže, kde se definitivně usadil.
Ještě téhož roku namaloval slavný obraz "Setkání přátel", na němž zachytil 15 umělců – spisovatelů a výtvarníků, kteří stáli u zrodu surrealismu. Společnost jim dělají Raffael a Dostojevskij. V roce 1923 obeslal pařížský Salon des Indépendants (Salón nezáviských). V létě pobýval v Eluardově domě v Eaubonne severně od Paříže a vyzdobil ho nástěnnými malbami. Spolu s manželi Eluardovými absolvoval v roce 1924 cestu na Dálný východ, při níž navštívili Saigon. Léto roku 1925 prožil u moře v Bretani. Ernst se zúčastnil první souborné výstavy surrealistických malířů, která se v roce 1925 konala v Paříži a kde mj. vystavoval i Picasso. V té době objevuje nové výtvarné techniky frotáž, gratáž a dekalkomanii. V roce 1927 se oženil s Marií-Berthe Aurenche, sestrou filmového scenáristy Jeana Aurenche. V té době za pomoci gratáží maluje les. V roce 1929 vyšel jeho kolážový román o 147 obrazech "La Femme 100 têtes" (Stohlavá žena), považovaný za vizuální manifest surrealismu.
V jeho umělecké činnosti je důležitý rok 1930. V Buñuelově filmu "L'âge d'or" (Zlatý věk) si zahrál roli náčelníka lupičů. Na scénáři filmu se podílel i Salvador Dalí. Rovněž tímto rokem začíná série obrazů, v nichž se Ernst projektuje do podoby fiktivního ptáka Loplopa. Také vychází jeho druhý kolážový román "Rêve d'une petite fille qui voulut entrer au carmel" (Sen o malé dívce, která chtěla vystoupat na Karmel), obsahující 79 koláží. V roce 1931 poprvé vystavoval v USA, konkrétně v New Yorku. Jeho třetí a zároveň poslední kolážový román "Une semaine de bonté" (Týden laskavosti) tvořila kazeta s pěti sešity, obsahujícími 182 obrazů. Vyšel v roce 1934. V tomto roce začal také vytvářet první plastiky. V letech 1935–1936 pracoval na klíčovém obraze "Celé město", který vlastní galerie Kunsthaus Zürich. Celkem 48 díly obeslal v roce 1936 newyorskou výstavu s názvem "Fantastic Art, Dada, Surrealism". Toho roku Ernst na obrazech poprvé aplikoval výtvarnou techniku dekalkomanie, hojně používanou Óscarem Domínguezem. Jako reakci na vlastní bezmoc vůči španělské občanské válce namaloval roku 1937 obraz "Domácí anděl", dnes v Staatsgalerie moderner Kunst v Mnichově. Zároveň byly v nacistickém Německu jeho obrazy označeny – spolu s díly většiny ostatních avantgardních malířů – za zvrhlé umění (entartete Kunst). V tomto roce rovněž opustil svoji druhou manželku Marii-Berthe Aurenche. Důvodem byl poměr se surrealistickou malířkou Leonorou Carrington, s níž žil až do své internace v roce 1939. V roce 1938 se rozešel se surrealisty a odstěhoval se s Carringtonovou do Saint-Martin-d'Ardèche na jihu Francie. Po vypuknutí druhé světové války byl dvakrát internován. Poprvé v roce 1939 jako "nepřátelský cizinec" (měl německé občanství) a po obsazení Francie ho v roce 1940 uvěznilo gestapo.
Roku 1941 se mu podařilo vězení opustit a přes Španělsko a Portugalsko se společně s novou partnerkou Peggy Guggenheim, která ho finančně podporovala, dostal do New Yorku. Po Vánocích 1941 uzavřeli manželství. Již za rok se však rozešli, protože Ernst navázal novou známost, a to s malířkou Dorotheou Tanning. V roce 1946 se s ní oženil a zůstal s ní po zbytek života. Usadili se spolu ve městě Sedona ve státě Arizona, které poprvé navštívili už roku 1943. V Sedoně se věnoval především plastice. Výsledkem jeho hledání a experimentů se v roce 1942 stal vynález další malířské techniky, nazvané oscilační. Poprvé po válce navštívil Ernst Evropu v roce 1950. Nějaký čas pobýval v Paříži, kde namaloval několik obrazů. O rok později mu byla v zámku Augustusburg v rodném Brühlu uspořádána první retrospektivní výstava na území Německa.
V roce 1953 se Ernst natrvalo vrátil do Evropy a usadil se v Paříži. O pět let později obdržel francouzské státní občanství. Na 27. ročníku benátského bienále v roce 1954 obdržel Velkou cenu za malířství, což mu přineslo nejen uznání, ale také vyloučení ze surrealistické skupiny André Bretonem. V roce 1955 se přestěhoval do městečka Huismes v kantonu Chinon. Roku 1958 o něm vyšla první rozsáhlá monografie z pera Patricka Waldberga. V roce 1961 mu uspořádalo velkou retrospektivní výstavu Museum of Modern Art v New Yorku, rok nato následovaly výstavy v Tate Gallery v Londýně a v Wallraf-Richartz-Museu v Kolíně nad Rýnem. V roce 1963 opustil Huismes a usídlil se v Seillans v Provence, kde roku 1967 namaloval klíčový obraz "Návrat krásné zahradnice". V letech 1969 a 1970 měl retrospektivy v Stockholmu, Amsterdamu a Stuttgartu. Univerzita v Bonnu mu roku 1972 udělila čestný doktorát. Ernst zemřel v Paříži den před svými 85. narozeninami. Velká retrospektiva z jeho díla proběhla ve vídeňské galerii Albertina ve dnech 23. ledna – 5. května 2013.

## Dílo

### Malířství
Ernsta - až na jeho úplné počátky – nelze považovat za klasického malíře. Neustále hledal a experimentoval a usiloval o vyjádření stále novými výtvarnými prostředky. Při tvorbě obrazů používal níže vypsané výtvarné techniky a průběžně se k většině z nich vracel.

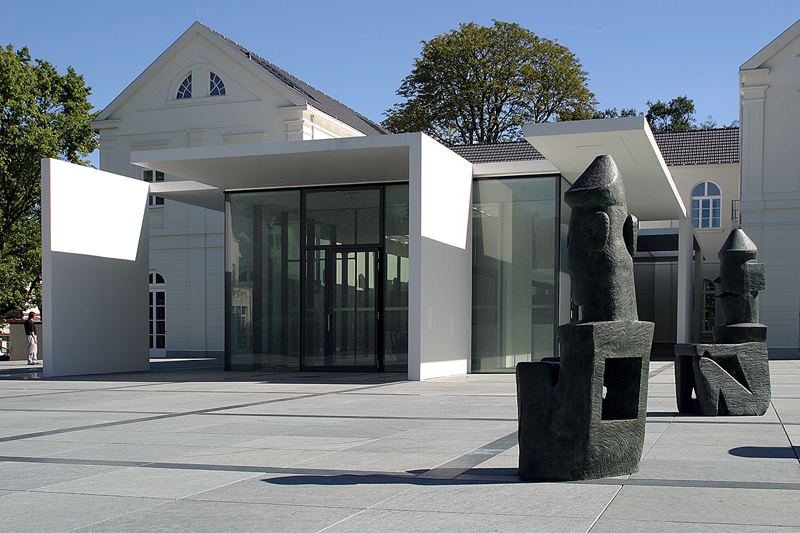
Ernstovo muzeum v Brühlu

Nebýt první světové války, nevznikl by dadaismus. Toto hnutí bylo protestem proti hodnotám společnosti, která umožnila vznik tohoto rozsáhlého konfliktu. To zcela platí i pro Ernsta. Po prožitku války zcela změnil svůj hodnotový systém i výtvarný názor, ovlivněný do té doby expresionismem a fauvismem. V Kolíně spoluzaložil jedno z dadaistických center. Z různých obrázků vystříhaných z populárně-vědeckých příruček, knih o anatomii, z cestopisů či románů vytvářel originální koláže, které zaujaly jeho příští přátele z řad básníků, v Paříži i jinde. Asi nejproslulejším obrazem Ernstova dadaistického období je "Slon Celebes". V roce 1921 měl Ernst výstavu v Paříži a začal se stýkat s literáty, kteří ve francouzské metropoli stáli u vzniku surrealismu. Pochopil, že centrum dění je právě tam a roku 1922 se do Paříže přestěhoval. V té době se ale už dadaismus rozpadal. Jeho principy: hravost, vůle bořit, odpor k estetickým a morálním hodnotám establišmentu a především kult iracionálna převzal surrealismus, který chtěl vytvořit svébytný systém poznání. Ernst choval obdiv k Leonardovi. Jeho úvahy o nejednoznačných podobách skvrn na zdi, popelu v krbu nebo tekoucí vody byly pro Ernsta jedním z inspiračních zdrojů výtvarných technik, které používal nebo vymýšlel. Ve svých malbách vytvářel Ernst mnohoznačný, děsivý i veselý svět, ve kterém se mísí všechno se vším: organické a anorganické, lidské a zvířecí, racionálno a magie. Jeho obrazy obývají lidské postavy a fantastické kreatury zasazené do krajin italských renesančních malířů. Ernst bývá označován za "mága surrealismu". Ve svých dílech se snažil nalézt ideální prostředky, aby ve dvou nebo třech dimenzích vyjádřil podstatu světa snů a imaginace, který se všem dimenzím vymyká.

### Sochařství

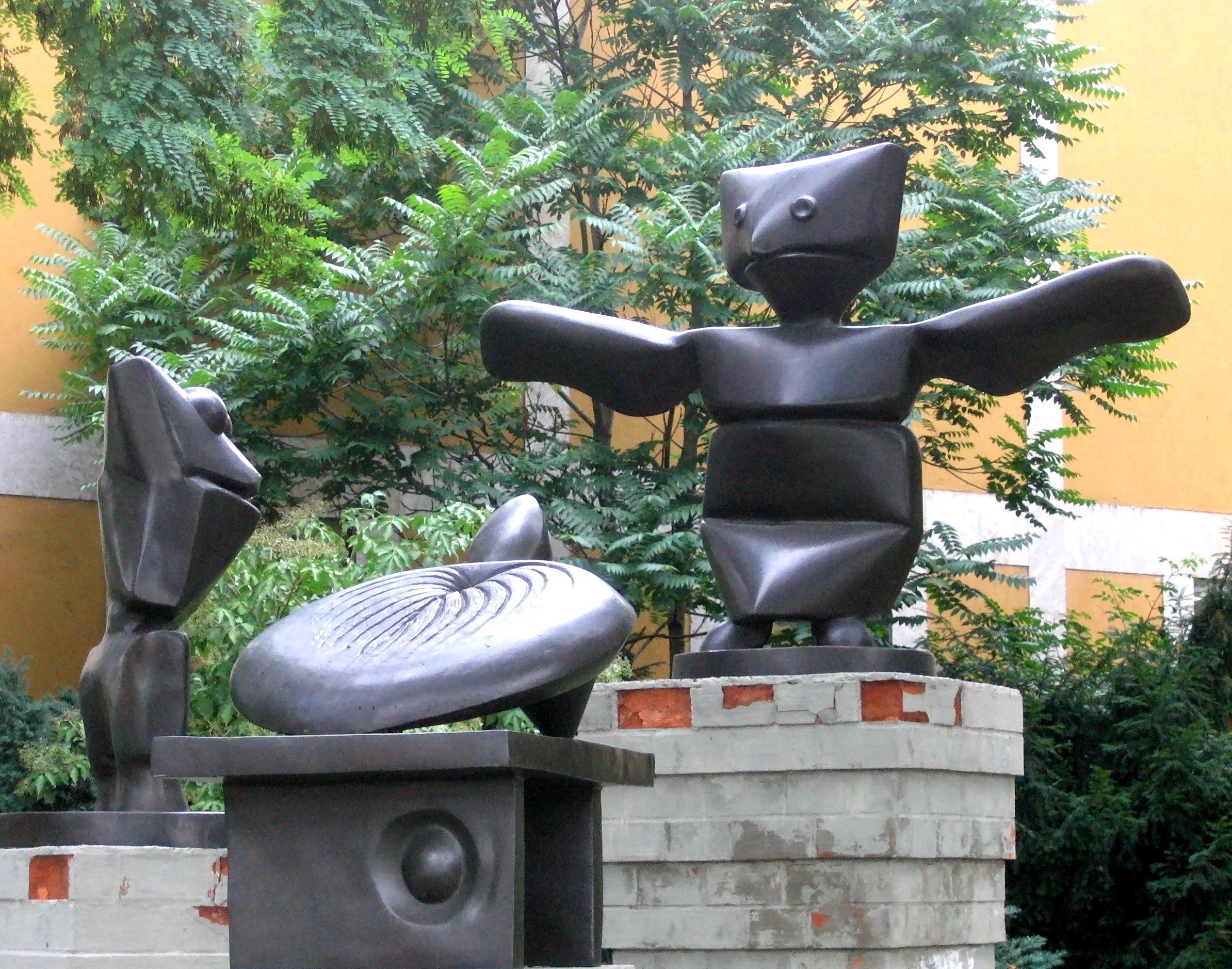
Asistent, žabák, želva, Mnichov, 1967

V roce 1934 navštívil Ernst spolu s Arpem Alberta Giacomettiho, který bydlel ve vesnici Maloja ve Švýcarských Alpách. Tam ho inspirovaly vyhlazené kameny v ledovcových kopcích. Hladké kamenné plochy jsou pro jeho plastiky té doby charakteristické, patrné je to např. na soše Habakuk z roku 1934. Ve 40. letech začal používat i jiný materiál – bronz nebo sádru. Významnými díly jsou sochy Horlivý přítel z roku 1944 a zejména Capricorne (Kozorožec) z roku 1948. Jeden z odlitků tohoto sousoší o rozměrech 247 x 210 x 155 cm, znázorňujícího Kozoroha jako panovníka a vedle něj stojící ženskou postavu, lze spatřit v Národní galerii v Berlíně. Některé Ernstovy plastiky zdobí městské kašny, jako např. v Amboise ve Francii nebo rodném Brühlu. Reliéfy a plastikami vyzdobil Ernst i své domy v Saint-Martin-d’Ardèche, Sedoně, Huismes a Seillans.

### Výtvarné techniky
- Olejomalba – Ernst ji používal po celou dobu své výtvarné činnosti.
- Asambláž – na plochu obrazu jsou různými technologickými postupy upevňovány různé předměty, dílo tak získává třetí prostorovou dimenzi. Asambláže vytvářel Ernst v kolínském dadaistrickém období a většina z nich se nedochovala.
- Koláž – poprvé ji začali používat kubisté Georges Braque a Pablo Picasso. Jejím principem je nakupení vzájemně nesouvisejících motivů či předmětů na plochu obrazu, nejčastěji přilepením. Lze ji kombinovat i s olejomalbou. Ernst se jí začal zabývat kolem roku 1920.
- Frotáž – Ernstem v roce 1925 objevená technika. Papír se přitiskne na reliéfní podložku a poté se po něm přejíždí měkkou tužkou. Pro Ernsta byla v tomto případě inspirující dřevěná žilkovaná podlaha.
- Gratáž – Ernst ji vymyslel ve stejné době jako frotáž. Na plátno se nanesou nejméně dvě barevné vrstvy. Nástrojem, který zanechává vhodné stopy, se seškrabují. Tímto způsobem Ernst znázorňoval hlavně les.
- Dekalkomanie – objevena byla v polovině 18. století v Anglii, oblíbili si ji surrealisté. Ernst ji používal od poloviny 20. let. Je založena na obtiskování barev a vzorů. Patří do stejné kategorie jako monotypie.
- Oscilace – Původní Ernstův nápad, na který přišel během pobytu v USA. Do plechovky se vyvrtá malá dírka a pověsí se nad plátno rozprostřené na zemi. Naplní se barvou a rozkývá. Kapky barvy vytvářejí nahodilé obrazce.

### Vybraná díla
Pro umístění reprodukcí obrazů Maxe Ernsta na Wikipedii zatím není licence. Je ale možné se s nimi seznámit na některém z externích odkazů. Interpretace dadaistických a surrealistických obrazů není jednoznačná. Většina jejich autorů je odmítala, případně o nich vydávala zavádějící prohlášení. To platí i v Ernstově případě.
- Paní hostinská z hospody An der Lahn, anděli strážný Němců, tvůj je průmysl, anatomie a paleontologie, podaruj nás malou radostí, 1920, koláž, kvaš a akvarel na papíře, 25 x 31,5 cm, Staatsgalerie Stuttgart. Ernst v té době opovrhoval dámskými "ručními pracemi" a výšivkami, proto dvě přilepil na obraz, kde dělají společnost jakémusi stroji. Název obrazu a jeho podoba představují krystalickou podobu dadaismu.
- Slon Celebes, 1921, olejomalba, 125 x 107 cm, Tate Gallery, Londýn. Obraz vznikl ještě v Kolíně nad Rýnem v Ernstově dadaistickém období. Tělo slona tvoří velký plechový kotel, z něhož čouhá hadice zakončená býčí hlavou. Nad bezhlavým ženským torzem vyrůstá sloup s falickými symboly.
- Ubu imperátor, 1923, olejomalba, 100 x 81 cm, Paulhiac (Francie), sbírka Hélène Anavi. Název obrazu je odvozen od slavné divadelní hry Alfreda Jarryho Král Ubu. Neforemná postava v brnění je zapíchnutá do země na trnu od kontrabasu. Motiv rukou, resp. dlaní hrál v Ernstových obrazech významnou úlohu – zde jsou obě imperátorovy dlaně předimenzované.
- Histoire naturelle (Přírodopis), vyšlo 1926. Kniha obsahuje 34 frotáží, zobrazujících zvířata, části lidského těla a botanické objekty. Techniku frotáže Ernst vymyslel rok předtím. Frotáže jsou v knize reprodukovány světlotiskem.
- Loplop představuje dívku, 1930, 195 x 89 cm, olej, sádra a různé materiály na dřevě, Centre Georges Pompidou, Paříž. Od roku 1930 projektuje Ernst sebe jako autora do podoby imaginárního ptáka Loplopa, který je přítomný na obraze a prezentuje divákovi jeho obsah. Jméno Loplop je pravděpodobně odvozeno od jména v té době v Paříži populárního pouličního básníka Ferdinanda Loplopa.[28] Východiskem obrazu byla kulisa Buñuelova filmu "L'âge d'or" (Zlatý věk).
- Celé město, 1935/1936, olejomalba, 60 x 81 cm, Centre Georges Pompidou, Paříž. Na obraze je znázorněna zřícenina hradu na terasovitých stupních, ozářená měsíčním (?) kotoučem. Toto opuštěné dílo lidských rukou však pozvolna pohlcuje příroda. Ernst zde navázal na své koláže z 20. let.
- Surrealismus a malířství, 1942, olejomalba, 195 x 233 cm, CPLY Art Trust, New York. Loplop zde prezentuje archeopteryxe, neschopného vzlétnout. Ten je zaměstnán dvěma činnostmi: krmí jakousi bytost, snad své dítě, a zároveň maluje obraz. Na něm jsou matematické křivky nebo snad dráhy nebeských těles.
- Hostina bohů, 1948, olejomalba, 153 x 107 cm, Muzeum 20. století, Vídeň. Od roku 1947 se Ernst obracel ke geometrickým formám a pracoval s pravítkem a kružítkem. Obraz je prozářený jasnými barvami, v nichž dominuje žlutá. Jediným rozeznatelným "bohem" je kocour.
- Šachovnice, sklo, 1966. Stejně jako Marcel Duchamp byl i Ernst zaníceným šachistou, nedosahoval však jeho úrovně. Od konce 20. let se příležitostně zabýval vytvářením souprav šachových figur. V roce 1966 vytvořil skleněný šachový soubor a věnoval ho záplavami poničené Florencii.[29]

### Ernst a film

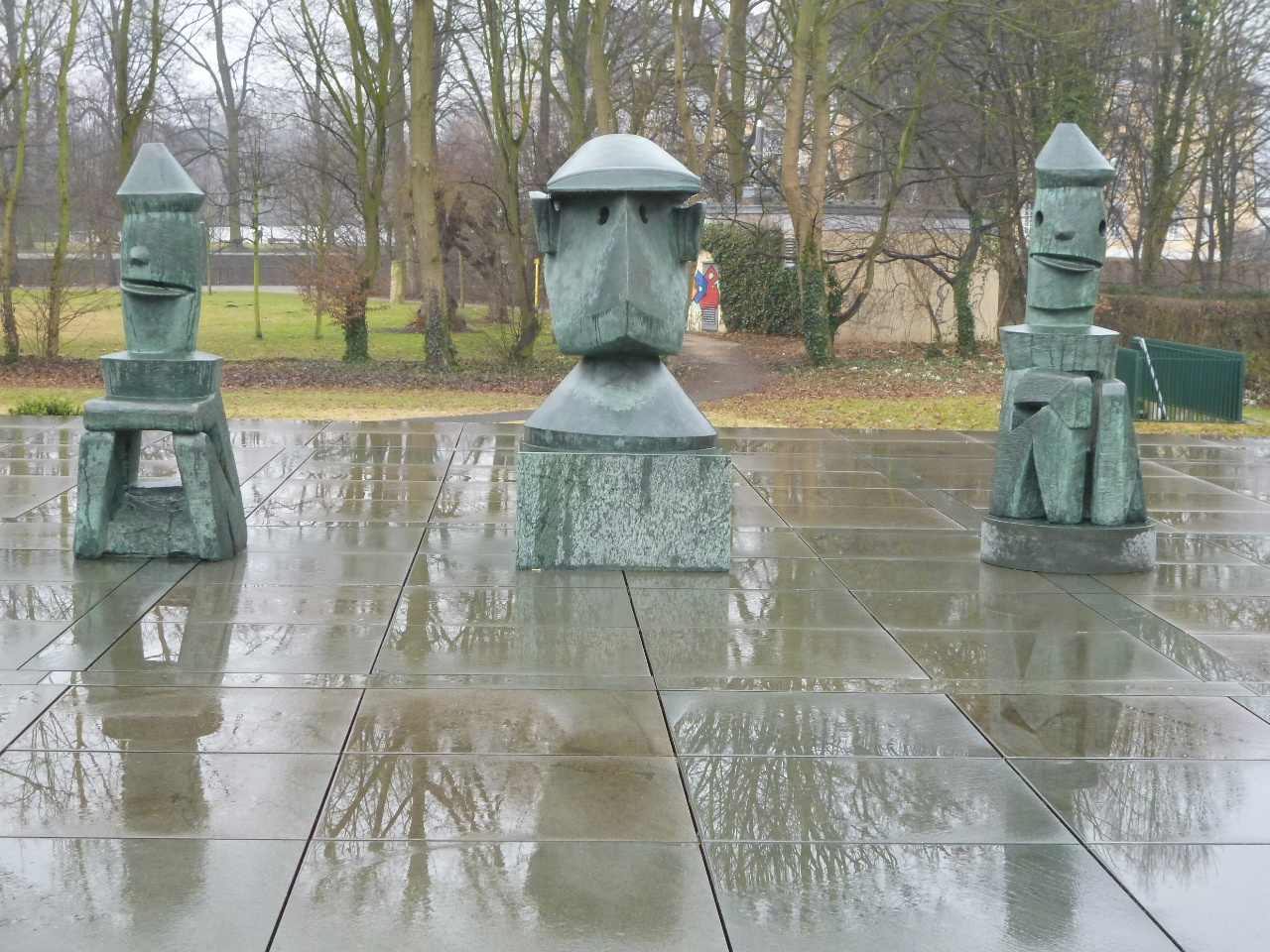
Kolegium učitelů ve škole pro zabijáky, Brühl, 1967

V rozmezí let 1930–1957 hrál Ernst v sedmi filmech, vesměs šlo o epizodní role. Až na první a poslední z nich se jedná o zcela zapomenutá díla. Nejslavnější je hned ten první, Buñuelův L'âge d'or (Zlatý věk), v němž hrál vůdce loupežníků. Experimentální film "8 X 8: A Chess Sonata in 8 Movements" (8 x 8: Šachová sonáta v osmi tazích) natočili roku 1957 Jean Cocteau a Hans Richter. Kromě Ernsta a jeho manželky Dorothey se v něm objevili také malíři Hans Arp, Marcel Duchamp, americký sochař Alexander Calder, Cocteau a další umělci. Za jeho života o něm byly natočeny čtyři dokumentární filmy, další čtyři vznikly po jeho smrti. Nejstarší z nich z roku 1947 režíroval Alain Resnais.

### Literární tvorba
Ernst napsal několik teoretických pojednání a autobiografických textů. Kromě umělecko-historických spisů Was ist Surrealismus (Co je surrealismus) z roku 1934 a Au-delà de la peinture (Mimo malířství) z 1937 napsal také několik autobiografických textů. Roku 1948 vyšly Some Data on the Youth of Max Ernst (Některé údaje o mládí Maxe Ernsta) a v roce 1962 autobiografie Biographische Notizen (Životopisné poznámky). K autorovým údajům je ale třeba přistupovat kriticky.